# Madagascar Kartz
Madagascar Kartz è un videogioco simulatore di guida pubblicato da Activision per PlayStation 3, Wii, Xbox 360 e Nintendo DS nel 2009. Tutte le versioni del gioco sono sviluppate da Sidhe Interactive, a parte la versione per Nintendo DS, sviluppata da Virtuos.
La versione Wii del gioco è uscita anche in un bundle con un accessorio Wii Wheel per Wii Remote a tema Madagascar Kartz.
La canzone I Like to Move It di Reel 2 Real è il tema musicale utilizzato nel menù di gioco.

## Modalità di gioco
Madagascar Kartz è un videogioco simulatore di guida incentrato sul karting, in cui il giocatore può anche effettuare salti, capriole e giravolte con la propria vettura.

### PlayStation 3, Wii, Xbox 360
Nella versione principale del gioco, ci sono diverse modalità tra cui scegliere, sia in giocatore singolo che in multigiocatore:
- Gara Veloce: il giocatore gareggia in una gara singola.
- Campionato: il giocatore gareggia in un campionato per arrivare primo e sbloccare così delle categorie di cilindrata più alta, partendo dai 50cc per sbloccare i 100cc, 150cc e 200cc (speculare), oltre che nuovi kart e piste. Durante queste gare, il giocatore può raccogliere dei mango che si trovano sparsi per la pista per sbloccare delle concept art del gioco, o degli oggetti per ostacolare gli avversari.
- Prova a Tempo: in questa modalità i giocatori devono battere i loro tempi migliori per ottenere medaglie che possono essere d'oro, d'argento o di bronzo.
- Corsa Checkpoint: i giocatori hanno l'obbiettivo di raccogliere più clessidre possibili prima che finisca il tempo.

### Nintendo DS
La versione Nintendo DS contiene solo alcune delle modalità presenti nelle versioni principali del gioco:
- Gara Veloce
- Campionato
- Prova a Tempo

## Personaggi
Oltre che i personaggi del media franchise di Madagascar, sono presenti Shrek, proveniente dall'omonimo franchise, e B.O.B., personaggio del film del 2009 Mostri contro alieni. I personaggi disponibili nelle versioni principali del gioco e nella versione per Nintendo DS sono gli stessi, ma hanno parametri e statistiche differenti.

### PlayStation 3, Wii, Xbox 360
| Personaggio | Velocità | Tenuta di strada | Turbo |
| ----------- | -------- | ---------------- | ----- |
| Alex        | 3/5      | 3/5              | 3/5   |
| Marty       | 4/5      | 3/5              | 2/5   |
| Melman      | 2/5      | 3/5              | 5/5   |
| Gloria      | 4/5      | 2/5              | 3/5   |
| Pinguini    | 3/5      | 2/5              | 4/5   |
| Sbloccabili |          |                  |       |
| Scimpanzé   | 3/5      | 5/5              | 2/5   |
| Shrek       | 5/5      | 2/5              | 3/5   |
| B.O.B.      | 2/5      | 4/5              | 3/5   |
| Julien      | 5/5      | 1/5              | 3/5   |

### Nintendo DS
| Personaggio | Accelerazione | Velocità massima | Manovrabilità | Forza | Spinta |
| ----------- | ------------- | ---------------- | ------------- | ----- | ------ |
| Alex        | 3             | 3                | 4             | 3     | 3      |
| Melman      | 3             | 4                | 4             | 3     | 2      |
| Gloria      | 3             | 4                | 2             | 4     | 3      |
| Marty       | 5             | 3                | 2             | 2     | 4      |
| Julien      | 4             | 4                | 2             | 2     | 4      |
| Pinguini    | 4             | 3                | 2             | 2     | 5      |
| Scimpanzé   | 3             | 3                | 5             | 2     | 3      |
| Shrek       | 2             | 5                | 2             | 5     | 2      |
| B.O.B.      | 3             | 2                | 3             | 5     | 3      |

## Trofei e circuiti

### PlayStation 3, Wii, Xbox 360
Le versioni principali di Madagascar Kartz, ovvero quelle per PlayStation 3, Wii e Xbox 360 contengono 9 piste divise in 3 coppe da 3 circuiti ciascuna. Ogni posta richiede 3 giri.
| Zany Zoo Cup        | Wild and Wacky Cup | Fabulous Freak Cup             |
| ------------------- | ------------------ | ------------------------------ |
| Plane Wreck         | Shark Beach        | NYC Zoo                        |
| Southwest High Town | West City          | Center City                    |
| Foosa Rocks         | Volcano            | Freighter                      |
| Shrek Swamp         | Watering Hole      | Monsters vs Aliens™ Mothership |

### Nintendo DS
La versione per Nintendo DS di Madagascar Kartz contiene 12 piste divise in 4 coppe da 3 circuiti ciascuna. Ogni pista richiede 3 giri.
| Zany Zoo          | Water and Wave         | Wild and Wacky       | Return to New York |
| ----------------- | ---------------------- | -------------------- | ------------------ |
| King of New York  | Shipping Freighter     | Shark Beach          |                    |
| Watering Hole     | Shark Beach (R)        | Foosa Rocks (R)      |                    |
| Foosa Rocks       | Plane Wreck            | Volcano              |                    |
| Watering Hole (R) | Shipping Freighter (R) | King of New York (R) |                    |

## Accoglienza
Madagascar Kartz ha ricevuto recensioni "miste o mediocri" su tutte le piattaforme secondo il sito aggregatore di recensioni Metacritic. Nintendo Gamer ha dato alla versione Wii un punteggio del 41%, sette mesi dopo l'uscita del gioco.